# Lycia hanograecaria
Lycia hanograecaria là một loài bướm đêm trong họ Geometridae.